# Rayy

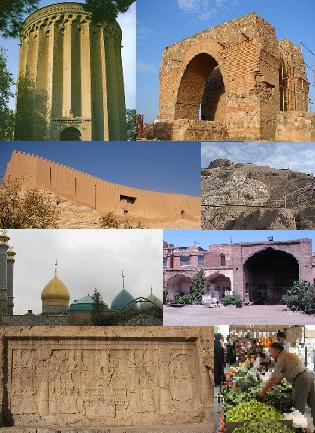

Rayy, eller Rey, (persiska: رئ, grekiska: Ῥάγαι, latin: Rhagae) är en ort i Teheranprovinsen och var huvudstad i Iran innan Teheran blev huvudstad. Rayy är numera hopvuxet med staden Teheran och ligger i dess södra utkant.
Rayy är administrativ huvudort i delprovinsen (shahrestan) Rey.